# Boxe aux Jeux olympiques de 1920
Navigation
Londres 1908 Paris 1924
Aux Jeux olympiques d'été de 1920, huit épreuves de boxe anglaise se sont disputées du 21 au 24 août 1920 à Anvers, Belgique.

## Résultats

### Podiums

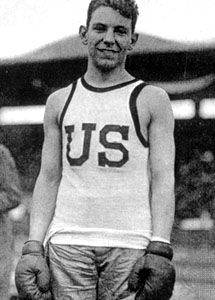
Eddie Eagan, vainqueur de la compétition des poids mi-lourds.

| Catégories                 | Or              | Argent             | Bronze              |
| Poids mouches (-50,8 kg)   | Frankie Genaro  | Anders Petersen    | William Cuthbertson |
| Poids coqs (-53,5 kg)      | Clarence Walker | Cliff Graham       | George McKenzie     |
| Poids plumes (-57,2 kg)    | Paul Fritsch    | Jean Gachet        | Edoardo Garzena     |
| Poids légers (-61,2 kg)    | Samuel Mosberg  | Gotfred Johansen   | Clarence Newton     |
| Poids welters (-66,7 kg)   | Bert Schneider  | Alexander Ireland  | Frederick Colberg   |
| Poids moyens (-72,6 kg)    | Harry Mallin    | Georges Prud'homme | Moe Herscovitch     |
| Poids mi-lourds (-79,4 kg) | Edward Eagan    | Sverre Sorsdal     | Harold Franks       |
| Poids lourds (+79,4 kg)    | Ronald Rawson   | Soren Petersen     | Xavier Eluère       |

### Tableau des médailles
Un classement par nations dominé par les États-Unis qui remportent trois titres. Huit pays remportent des médailles.
| Place | Pays             | Médaille d'or, Jeux olympiques | Médaille d'argent, Jeux olympiques | Médaille de bronze, Jeux olympiques | Total |
| ----- | ---------------- | ------------------------------ | ---------------------------------- | ----------------------------------- | ----- |
| 1     | États-Unis       | 3                              | 0                                  | 1                                   | 4     |
| 2     | Grande-Bretagne  | 2                              | 1                                  | 3                                   | 6     |
| 3     | Canada           | 1                              | 2                                  | 2                                   | 5     |
| 4     | France           | 1                              | 1                                  | 1                                   | 3     |
| 5     | Afrique du Sud   | 1                              | 0                                  | 0                                   | 1     |
| 6     | Danemark         | 0                              | 3                                  | 0                                   | 3     |
| 7     | Norvège          | 0                              | 1                                  | 0                                   | 1     |
| 8     | Italie           | 0                              | 0                                  | 1                                   | 1     |
| Total | 8 pays médaillés | 8                              | 8                                  | 8                                   | 24    |